# Geno Studio
Geno Studio Inc. (株式会社ジェノスタジオ, Kabushiki gaisha Jeno Sutajio) est un studio d'animation japonaise situé à Suginami dans la préfecture de Tokyo, au Japon, fondée en novembre 2015 comme une filiale de la société de production d'anime Twin Engine.

## Histoire
En novembre 2015, l'ancien producteur du programme noitaminA de Fuji TV Kōji Yamamoto a créé le studio après avoir fondé sa propre société de production, Twin Engine, en 2014. Geno Studio est une filiale de Twin Engine, et la plupart de son personnel provient de l'ancien studio Manglobe qui a fait faillite.
À la création du studio, un partenariat à long terme a été réalisé avec Shanghai Haoliners Cultures Media Co., Ltd. pour compléter la production du film d'animation Genocidal Organ. Après de nouvelles négociations en juillet 2017, ce partenariat est finalement révoqué et Haoliners est devenu un actionnaire sans droit de vote de Geno Studio.

## Productions

### Séries télévisées
| Année | Titre        | Dates de 1re diffusion | Dates de 1re diffusion | Nb. éps. | Notes                                        |
| Année | Titre        | Début                  | Fin                    | Nb. éps. | Notes                                        |
| ----- | ------------ | ---------------------- | ---------------------- | -------- | -------------------------------------------- |
| 2018  | Kokkoku      | 8 janvier 2018         | 26 mars 2018           | 12       | Basée sur la série de manga de Seita Horio.  |
| 2018  | Golden Kamui | 9 avril 2018           | 24 décembre 2018       | 24       | Basée sur la série de manga de Satoru Noda.  |
| 2020  | Pet (ja)     | 6 janvier 2020         | 30 mars 2020           | 13       | Basée sur la série de manga de Ranjō Miyake. |

### Films d'animation
| Année | Titre           | Date de sortie | Notes                                                    |
| ----- | --------------- | -------------- | -------------------------------------------------------- |
| 2017  | Genocidal Organ | 3 février 2017 | Adaptation du roman de Project Itoh reprise de Manglobe. |

### OAV
| Année | Titre        | Date(s) de sortie                     | Notes                                                         |
| ----- | ------------ | ------------------------------------- | ------------------------------------------------------------- |
| 2018  | Golden Kamui | 17 septembre 2018 - 19 septembre 2019 | 3 épisodes publiés avec les 15e, 17e et 19e volumes du manga. |

### ONA
| Année | Titre              | Date(s) de sortie | Nb. éps.      | Notes |
| ----- | ------------------ | ----------------- | ------------- | --- |
| 2021  | Star Wars: Visions | 22 septembre 2021 | 9 (1 réalisé) | Série dérivée de la saga Star Wars ; réalisé par Science Saru, Kinema Citrus, Trigger, Colorido, Geno Studio, Kamikaze Douga et Production I.G. |